# The Visit (Loreena McKennitt-album)
 For alternative betydninger, se The Visit. (Se også artikler, som begynder med The Visit)
The Visit er det fjerde studiealbum fra den canadiske singer-songwriter og instrumentalist Loreena McKennitt, der blev udgivet i 1991. Det blev produceret af Loreena McKennitt og Brian Hughes.
Albummet blev certificeret firdobbelt platin i Canada og guld i USA.
Albummet vandt prisen for Best Roots and Traditional Album of the Year sammen med opsamlingsalbummet Saturday Night Blues ved 1992 Juno Award.
I 2016 blev albummet genudgivet i en nummereret limited edition vinyl-udgave. I 2021 blev udgivet en 30-års jubilæumsudgave af albummer.

## Spor
| 1.    | "All Souls Night"     | 5:09  |
| 2.    | "Bonny Portmore"      | 4:21  |
| 3.    | "Between the Shadows" | 3:42  |
| 4.    | "The Lady of Shalott" | 11:34 |
| 5.    | "Greensleeves"        | 4:26  |
| 6.    | "Tango to Evora"      | 4:10  |
| 7.    | "Courtyard Lullaby"   | 4:57  |
| 8.    | "The Old Ways"        | 5:44  |
| 9.    | "Cymbeline"           | 5:07  |
| 49:10 |                       |       |